# Nadine Lehmann
Nadine Lehmann (9 de agosto de 1990) es una deportista suiza que compitió en curling.
Ganó una medalla de oro en el Campeonato Mundial de Curling Femenino de 2015 y una medalla de oro en el Campeonato Mundial de Curling Mixto Doble de 2012.

## Palmarés internacional
| Campeonato Mundial             | Campeonato Mundial | Campeonato Mundial | Campeonato Mundial |
| Año                            | Lugar              | Medalla            | Prueba             |
| ------------------------------ | ------------------ | ------------------ | ------------------ |
| 2015                           | Sapporo (Japón)    | Medalla de oro     | Equipo             |
| Campeonato Mundial Mixto Doble |                    |                    |                    |
| Año                            | Lugar              | Medalla            | Prueba             |
| 2012                           | Erzurum (Turquía)  | Medalla de oro     | Mixto doble        |